# Portugal nos Jogos Olímpicos de Verão de 2004
Portugal competiu nos Jogos Olímpicos de Verão de 2004, em Atenas, na Grécia.

## Medalhas
| Atleta           | Esporte   | Evento           | Medalha |
| ---------------- | --------- | ---------------- | ------- |
| Francis Obikwelu | Atletismo | 100 m masculino  | Prata   |
| Sérgio Paulinho  | Ciclismo  | Estrada          | Prata   |
| Rui Silva        | Atletismo | 1500 m masculino | Bronze  |

## Desempenho

### Atletismo
Masculino
| Atletas          | Evento     | Preliminar | Preliminar | Quartas | Quartas | Semifinal | Semifinal | Final   | Final            |
| Atletas          | Evento     | Marca      | Posição    | Marca   | Posição | Marca     | Posição   | Marca   | Posição          |
| ---------------- | ---------- | ---------- | ---------- | ------- | ------- | --------- | --------- | ------- | ---------------- |
| Francis Obikwelu | 100 metros | 10s09      | 5º         | 9s93    | 2º      | 9s97      | 2º        | 9s86 CR | Medalha de prata |

### Natação
Masculino
| Atleta(s)      | Evento       | Eliminatórias | Eliminatórias | Semifinal | Semifinal | Final       | Final       |
| Atleta(s)      | Evento       | Tempo         | Posição       | Tempo     | Posição   | Tempo       | Posição     |
| -------------- | ------------ | ------------- | ------------- | --------- | --------- | ----------- | ----------- |
| Fernando Costa | 1500 m livre | 15min32s55    | 21º           |           |           | Não avançou | Não avançou |